# 新心無手勝流
新心無手勝流（しんしんむてかつりゅう）とは、江戸時代に開かれた居合術の流派である。柔術流派の竹内三統流に併伝され、熊本藩で伝承されていた。

## 歴史
新心無手勝流とは、山本左近太夫秋宗が開いた流派である。
山本左近太夫は塚原卜伝の流派を学び、更に諸国に修行して諸流を極め、神に祈り開いた。

## 内容
表
向の刀、右剣、左剣、胸の刀、俤
七様
替膝、頂上、四方詰、逸殺足、抜留、胸搦、肮切
極意二十八ヶ条
中段二十二ヶ条
向詰、逆手抜、鐺返、声の抜、行違ひ切、相合、四手刀、四手崩、向の切留、長短、捻留、並ひ留、向の押懸切、戸入、腰の抜、連合ひ切、捕合ひ切、捕合、曾我の後悔、抜き分け、放し打、寝抜、柄くだき
六ヶ条
附声の音三つ、乱れ髪を結びかけたるときの仕方、衣被、手の内の霧、玉簾、受切
口伝
介錯太刀
敷畳幕虎落其外諸道具の事
切人申談の事
股立の事
立添歩行の事
座付の事
肩衣の事
刀抜出の事
立居習の事
添足の事
目附の事
掛声の事
打太刀の事
掻首の事
首直の事
肩衣股立直の事
検使式礼の事
皆伝の巻
八ヶ条
捕詰、向の二方、脇の左右、身の裏、突留、万事の抜、追掛切、一心の太刀
歌の巻

## 系譜
一例として矢野家に伝わった系統を記す。
- 山本左近太夫秋宗
- 加藤安太夫勝秋
- 飯餉左門重勝
- 戸田徳太夫政実
- 戸田助左衛門勝就
- 戸田孫助勝英
- 矢野仙右衛門親英
- 矢野彦左衛門廣英
- 矢野司馬太廣則
- 矢野廣次